# فرودگاه بولزانو
فرودگاه بولزانو (به انگلیسی: Bolzano Airport) (به زبان بومی: ABD Airport Bolzano Dolomiti) یک فرودگاه همگانی با کد یاتا BZO است که یک باند فرود آسفالت دارد و طول باند آن ۱۲۷۵ متر است. این فرودگاه در شهر بولزانو کشور ایتالیا قرار دارد و در ارتفاع ۲۷۰ متری از سطح دریا واقع شده‌است.